# Walter Kadow
Walter Kadow (Hagenow, 29 de gener de 1860-Parchim, 31 de maig de 1923) va ser un mestre d'escola i activista polític alemany, que va ser assassinat pels nazis en un bosc prop de Parchim. Kadow era un antic freikorp que acabà militant en el comunisme, i els nazis sopitaren que havia traït Albert Leo Schlageter, nacionalista membre dels Freikorps, davant les autoritats franceses del Ruhr arran del sabotatge de la línia de tren entre Dortmund i Duisburg. Schlageter va ser executat pels francesos i més tard va ser considerat com un màrtir pels nazis. Rudolf Höss, que més tard es convertiria en el primer comandant d'Auschwitz, va ser condemnat a deu anys per l'assassinat. El seu còmplice, Martin Bormann, ex-alumne de Kadow i futur secretari personal d'Adolf Hitler, va ser condemnat a un any de presó per la seva participació en l'assassinat.